# Papaipema regalis
Papaipema regalis är en fjärilsart som beskrevs av Colin W. Wyatt och Beer 1927. Papaipema regalis ingår i släktet Papaipema och familjen nattflyn. Inga underarter finns listade i Catalogue of Life.